# Ukreximbank
Ukreximbank (Укрексімбанк) er en statsejet ukrainsk bank.
Den blev etableret i januar 1992 og har hovedkvarter i Kyiv. Den har 83 filialer og 692 pengeautomater.